# Stephen Holt
Stephen Jeffrey Carino Holt (ur. 6 grudnia 1991 w Portland) – amerykański koszykarz, filipińskiego pochodzenia, występujący na pozycjach rozgrywającego lub rzucającego obrońcy, obecnie zawodnik CSM Oradea.
W 2015 i 2016 reprezentował w letniej lidze NBA zespół Atlanty Hawks, a w 2014 rozegrał jedno spotkanie przedsezonowe w barwach Cleveland Cavaliers.
Jego ojciec Greg jest Amerykaninem, który grał w koszykówkę na University of Portland, a matka Jackie - Filipinką.
28 marca 2018 został zawodnikiem BM Slam Stali Ostrów Wielkopolski.
26 czerwca 2019 dołączył do słoweńskiego Sixt Primorska Koper.

## Osiągnięcia
Stan na 26 kwietnia 2021, na podstawie, o ile nie zaznaczono inaczej.
NCAA
- Uczestnik turnieju NCAA (2012, 2013)
- Mistrz:
  - turnieju konferencji West Coast (WCC – 2012)
  - sezonu regularnego WCC (2011, 2012)
- Zaliczony do:
  - I składu:
    - WCC (2014)
    - najlepszych pierwszorocznych zawodników WCC (2011)

  - składu honorable mention WCC (2012, 2013)

Drużynowe
- Mistrz Czech (2017)
- Wicemistrz Polski (2018)[5]
- Brąz FIBA Europe Cup (2021)[6]

Indywidualne
- Zaliczony do II składu All-NBL (2016)